# Callippo (tiranno)
Callippo del demo di Essone, detto anche Calippo (in greco antico: Kάλλιππος?, Kállippos; Atene, ... – IV secolo a.C.) è stato un militare ateniese naturalizzato siceliota, tiranno di Siracusa dal 354 a.C. al 353 a.C.

## Biografia
Nacque ad Atene e fu un discepolo di Platone, anche se il filosofo lo nega nella sua Lettera VII. Quando Dione fu esiliato, lo accolse nella sua casa e lo aiutò nell'organizzazione di un esercito per la riconquista del trono di Siracusa. Partiti da Zante, sbarcarono ad Eraclea Minoa e marciarono alla volta della città aretusea, dove vennero accolti con tutti gli onori e dove successivamente vinsero la battaglia decisiva contro Dionisio II.
Scontento dell'operato del suo comandante, nel 354 a.C. ne organizzò la congiura, che riuscì: così Callippo conquistò il potere, ma lo mantenne solo per tredici mesi, durante i quali assoggettò Katane e altre città che non avevano accettato il suo colpo di Stato. Nel 353 a.C., il figlio di Dionisio I, Ipparino, rovesciò il governo dell'ateniese e riportò il potere nella sua famiglia. Callippo venne ucciso da Leptine, filosofo pitagorico, e da Poliperconte, con lo stesso pugnale, si narra, con il quale l'ateniese uccise Dione.